# Groupe mobile de sécurité
Pour les articles homonymes, voir GMS.
 (décembre 2021).
Si vous disposez d'ouvrages ou d'articles de référence ou si vous connaissez des sites web de qualité traitant du thème abordé ici, merci de compléter l'article en donnant les références utiles à sa vérifiabilité et en les liant à la section « Notes et références ».
Les groupes mobiles de sécurité (GMS) étaient des supplétifs de l'armée française durant la guerre d'Algérie. Ils émanent des groupes mobile de police rurale (GMPR), et relevaient de l'autorité civile.
Aujourd'hui, les 180 vétérans sont réunis en association (Amicale des Anciens des Groupes Mobiles de Sécurité), ils interviennent par fidélité à leur passé et pour l'honneur de leurs morts au combat.